# تولوكا (إلينوي)
تولوكا (بالإنجليزية: Toluca, Illinois)‏ هي مدينة تقع في الولايات المتحدة في مقاطعة مارشال، إلينوي. يقدر عدد سكانها بـ 1,339 نسمة .